# Lò gốm cổ Hưng Lợi
Lò gốm cổ Hưng Lợi là một di tích khảo cổ quốc gia thuộc Phường 16, Quận 8, Thành phố Hồ Chí Minh, Việt Nam. Địa điểm này là một khu gò lớn nằm ven kênh Ruột Ngựa, có nhiều mảnh gốm của các loại lu, khạp, siêu, chậu... được tìm thấy.
Đây là di tích khảo cổ học duy nhất tại khu vực nội thành Thành phố Hồ Chí Minh được khai quật.

## Lịch sử
Theo một số tài liệu của người Pháp, tại Chợ Lớn vào cuối thế kỷ XIX có khoảng 30 lò gốm tập trung ở Hòa Lục, Phú Định, Cây Mai... Tuy nhiên đến khoảng giữa thế kỷ 20, do quá trình đô thị hóa nên các lò gốm đã không còn sản xuất. Trong hai năm 1997–1998, Bảo tàng Lịch sử Việt Nam Thành phố Hồ Chí Minh tiến hành khai quật khu lò gốm Hưng Lợi, trước kia thuộc làng Hòa Lục, vốn là một trong những khu vực của xóm Lò Gốm xưa. Quá trình khai quật cho thấy khu vực này có 3 lò gốm kiểu lò ống (lò Tàu) nối tiếp và chồng lên nhau, niên đại từ giữa thế kỷ 18 đến khoảng năm 1940 với 3 giai đoạn sản xuất, các sản phẩm gốm gồm có: lu gốm, siêu, ơ (nồi có tay cầm), hũ men nâu, men vàng, hộp, chậu bông, chén, đĩa men xanh trắng... Trong đó lu gốm là sản phẩm chủ yếu của khu lò Hưng Lợi, phế phẩm lu nằm dày đặc trong nền lò và hai bên thành, cùng phế phẩm các loại sản phẩm khác tạo thành gò cao đến 5–6 m; trong các hố thám sát ở phạm vi 1000 m² quanh gò cũng phát hiện nhiều mảnh lu ở độ sâu 0,5–0,6 m.
Ngày 25 tháng 4 năm 1998, Bộ Văn hóa – Thông tin (nay là Bộ Văn hóa, Thể thao và Du lịch) công nhận Lò gốm cổ Hưng Lợi là di tích khảo cổ học cấp quốc gia.

## Di tích bị lấn chiếm, xâm hại
Sau cuộc khai quật năm 1998, khu vực này đã được khoanh vùng bảo vệ, xây cổng cũng như dựng cột, làm mái che nhằm bảo tồn khu di tích. Tuy nhiên thời gian sau đó, do không được chính quyền quan tâm nên khu di tích dần bị bỏ hoang, bị nhà dân lấn chiếm và làm biến dạng. Trong hai năm 2017 và 2019, khu di tích còn bị một người dân tranh chấp đất đai cho xe vào san lấp.